# Erjixe
Erjixe (em turco: Erciş), Erchixe (em turco: Erçiş), Erdixe (em curdo: Erdiş) ou Archexe (em armênio: Արճեշ; romaniz.: Arčeš) é um município e distrito da área metropolitana e província de Vã, Turquia. O distrito tem 2 133 km² de área e em dezembro de 2021 tinha 173 606 habitantes (densidade: 81,4 hab./km²), dos quais 173 606 na capital de Erjixe.

## História
Archexe foi historicamente mencionada como vila, cidade, fortaleza e porto. Ferramentas de pedra da Idade da Pedra e cerâmica da Idade do Bronze foram localizadas in situ. É sabido que existia desde o tempo do Reino de Urartu, pois duas inscrições cuneiformes do reinado do rei Arguisti II (r. 714–680 a.C.) indicam que construiu uma cidade, um lago artificial e um canal. Na Antiguidade, fez parte do distrito (gavar) de Aliovita, na província da Turuberânia do Reino da Armênia. Com a eventual extinção da dinastia arsácida em 428, os Genúnios receberam Aliovita. No reinado do imperador Heráclio (r. 610–641), a cidade foi capturada após um longo cerco. Os cidadãos e a guarnição ofereceram resistência, mas eventualmente cederam. O exército bizantino adentrou na cidade e a saqueou.
Em meados do século VII, no contexto da conquista muçulmana da Armênia, caiu para os árabes, que a transformaram num dos postos fortificados califais, com uma grande guarnição. Essa guarnição não intimidou a nobreza armênia (nacarar) que revoltou-se contra o julgo califal entre 772-775, mas foi fragorosamente derrotada em 775 na Batalha de Bagrauandena. Archexe permaneceu sob controle califal até o fim do primeiro cartel do século XI. A partir do ano 1000, estava sob controle da família Arzerúnio. Em 1021, foi reconquistada pelo Império Bizantino e permaneceu por três décadas sob controle imperial. Os turcos seljúcidas liderados pelo sultão Tugril I (r. 1037–1063) capturaram e destruíram a cidade em 1054 após um cerco de oito dias. Com a eventual desintegração do Império Seljúcida, em 1110 pertenceu aos xás da Armênia, então em 1208 ao Império Aiúbida e em 1244 ao Império Mongol. Em 1276 e novamente em 1715, Archexe foi severamente danificada por terremotos que provocaram o colapso de vários edifícios e a morte de muitas pessoas.
O período de maior prosperidade de Archexe ocorreu entre os séculos X e XIII. Tinha duas igrejas e perto dela localizava-se o famoso Mosteiro de Mesoba, onde viveu e trabalhou no século XV o cronista Tomás de Mesoba. No século XV, foi um dos centros culturais armênios e nela prosperou um centro de escrito ao qual estão associados vários copistas de manuscritos, como Azaria, Estêvão, Simeão, Gregório e outros. A partir da segunda metade do século XVIII, como resultado da elevação do lago de Vã, a antiga Archexe gradualmente ficou submersa. A partir da segunda metade do século XIX, seus edifícios, igrejas, casas e outras estruturas não eram mais visíveis. Partes das antigas muralhas ficam parcialmente visíveis quando tempestades severas afastam as água do lago.
Com a submersão da antiga cidade, um pouco mais ao norte, num terreno mais alto, foi construída a cidade de Acanse (Akancʼ), também chamada Nova Archexe, que no início do século XIX tinha 1 500 famílias, sobretudo armênias. Nesse período, foi pavimentada uma importante estrada de carroças que levava a Vã. No início do século XX, havia apenas 260 famílias armênias e curdas. Sua população dedicou-se à agricultura, jardinagem, vinificação, pesca e comércio, com os curdos sobretudo envolvidos com a pecuária. Os comerciantes importavam têxteis, petróleo, açúcar, etc. de Constantinopla, Erzurum, Vã e outras cidades da Transcaucásia. Durante a Primeira Guerra Mundial, os armênios de Archexe foram mortos no genocídio armênio. Os sobreviventes fugiram à Armênia Oriental.

## Geografia
Erjixe está localizada na costa norte do lago de Vã, na foz do pequeno rio Erjixe, que deságua no lago. Ao norte há uma grande e íngreme área de planalto conhecida como monte Ala (de ara, "manchada"), que contém os afluentes do Zilane. Isso faz parte de um cinturão geral de planalto que separa as pequenas planícies ao norte do lago de Vã dos distritos de Doubaiazete e Diadine mais ao norte. O monte Supecane e o monte Ninrode mais a oeste também fazem parte desse cinturão de planalto, assim como o monte Tendureque imediatamente a leste. A rocha subjacente da Ala é bastante macia e, como resultado, toda a área é erodida em muitas cristas afiadas. No entanto, muitas dessas cristas são cobertas de grama. Existem aldeias em algumas planícies, e historicamente havia uma rota cortando algumas delas para chegar a Diadine mais ao norte. Os registros históricos se referem a um "monte Ala" como local do palácio ilcânida e área de pastagem para pastores mongóis, mas isso parece ser outro lugar.

### Subdivisões
O distrito de Bascale é formado por 102 bairros (almofalas; mahalle):
- Adenane Menderes (Adnan Menderes)
- Achorene (Ağaçören)
- Aercaia (Ağırkaya)
- Aquebaxe (Akbaş)
- Aquechaiuva (Akçayuva)
- Acsacal (Aksakal)
- Alcanate (Alkanat)
- Apedalmesrasse (Apdalmezrası)
- Axaeaquechaguedique (Aşağıakçagedik)
- Axaechoqueque (Aşağıçökek)
- Axaegoze (Aşağıgöze)
- Axaexecle (Aşağıışıklı)
- Axaecosluca (Aşağıkozluca)
- Baiazete (Bayazıt)
- Baiarnle (Bayramlı)
- Boziaca (Bozyaka)
- Bujaconu (Bucakönü)
- Bulamache (Bulamaç)
- Cadirasquer (Kadirasker)
- Caiaboiune (Kayaboyun)
- Caidarbei (Haydarbey)
- Cajecaxe (Hacıkaş)
- Caratavuque (Karatavuk)
- Cardoane (Kardoğan)
- Carleiaila (Karlıyayla)
- Cassanabedal (Hasanabdal)
- Cassembae (Kasımbağı)
- Chaquerbei (Çakırbey)
- Chataquedibi (Çatakdibi)
- Chataltepe (Çataltepe)
- Chelebibae (Çelebibağı)
- Chetintaxe (Çetintaş)
- Chimene (Çimen)
- Chobanduzu (Çobandüzü)
- Chubuclu (Çubuklu)
- Cocapenar (Kocapınar)
- Cochecopru (Koçköprü)
- Coijuque (Köycük)
- Cojaali (Hocaali)
- Delichai (Deliçay)
- Derequente (Derekent)
- Derimevi
- Dinlenje (Dinlence)
- Doanje (Doğancı)
- Doluja (Doluca)
- Durajaque (Duracak)
- Duvenji (Düvenci)
- Equijiler (Ekiciler)
- Erguju (Ergücü)
- Evebeili (Evbeyli)
- Guediquedibi (Gedikdibi)
- Guerguili (Gergili)
- Gocolane (Gökoğlan)
- Golaze (Gölağzı)
- Goruslu (Görüşlü)
- Gozutoque (Gözütok)
- Gultepe (Gültepe)
- Gumuxoluque (Gümüşoluk)
- Ialendame (Yalındam)
- Ianquetepe (Yankıtepe)
- Iexilova (Yeşilova)
- Ietixene (Yetişen)
- Ielanle (Yılanlı)
- Ioldere (Yoldere)
- Ioreli (Yöreli)
- Iquizchale (İkizçalı)
- Isbaxe (İşbaşı)
- Iucareaquechaguedique (Yukarıakçagedik)
- Iucarechenarle (Yukarıçınarlı)
- Iucarexecle (Yukarıışıklı)
- Iunorene (Yünören)
- Jamiquebir (Camikebir)
- Latifie (Latifiye)
- Maara (Mağara)
- Nixanje (Nişancı)
- Orene (Örene)
- Ortaiaila (Ortayayla)
- Oiale (Oyalı)
- Paicoi (Payköy)
- Penarle (Pınarlı)
- Quequicserte (Kekiksırtı)
- Queclicova (Keklikova)
- Querquedeirmene (Kırkdeğirmen)
- Querquepenar (Kırkpınar)
- Quesla (Kışla)
- Quezelorene (Kızılören)
- Sabambuquene (Sabanbüken)
- Saquil Quente (Sahil Kent)
- Saliquie (Salihiye)
- Salmana (Salmanağa)
- Xequirpazar (Şehirpazar)
- Xerefli (Şerefli)
- Soutlu (Söğütlü)
- Taxeveler (Taşevler)
- Tascape (Taşkapı)
- Taslechai (Taşlıçay)
- Tequeveler (Tekevler)
- Tecler (Tekler)
- Topracle (Topraklı)
- Ulupamir
- Unjular (Uncular)
- Vaniolu (Vanyolu)